# Роже III де Комменж-Кузеран
Роже III (кат. Roger II de Pallars Sobirà; р. 1200/1205, ум. 1256/1257) — виконт Кузерана, граф Пальярс Собира (Роже II) с 1229.
Сын Роже II, виконта де Кузеран, бывшего графом Пальярс Собира под именем Роже I по правам второй жены Гильлельмы.
В 1229 году после смерти отца купил у мачехи графство Пальярс Собира.
Первая жена — Сесиль де Форкалькье, дочь графа Бернара II де Форкалькье. От неё сын:
- Роже IV (ум. 1257/1267), виконт Кузерана и Касадана.

В 1234 году Роже II женился на Сибилле де Берга. От неё дети:
- Арно Роже I (ок. 1236—1288), граф Пальярс Собира.
- Рамон Роже (ум. 1295), граф Пальярс Собира.
- Жеральда (ум. ок. 1283), муж — Гильом II, сеньор д’Эрилл.
- Орпаиса, муж — Педро, виконт де Вильямур.

Умер после 1256 года. Возможно, незадолго до смерти удалился в монастырь: «un mйmoire porte qu’il se retira dans un cloоtre», источник — отец Ансельм.